# Oihana Etxebarrieta Legrand
Oihana Etxebarrieta Legrand   (Hondarribia, 10 de juny de 1987) és una periodista i política basca d'Euskal Herria Bildu. Va ser elegida diputada per primera vegada a les eleccions al Parlament Basc de 2016.

## Obra publicada
- Borroka armatua eta kartzelak (2016, Susa, ISBN 978-84-92468-87-4, amb Zuriñe Rodríguez)